# Osías Wilenski
Osías Wilenski   (Buenos Aires, 2 de desembre de 1933 - Barcelona, 8 de gener de 2021) fou un pianista, compositor i director de cinema de prolongada trajectòria.

## Carrera professional
Després d'estudiar des de primerenca edat piano amb Vicente Scaramuzza i harmonia i composició amb Erwin Leuchter, en 1949 va accedir a una beca per al Juilliard School of Music en Nova York, on va estudiar composició amb compositors com William Schuman i William Bergsma; també va rebre classes privades del gran pianista rus Simon Barere i a partir de llavors va desenvolupar una important carrera com a solista de piano, fent concerts als Estats Units i Sud Amèrica. En la dècada de 1950 va deixar transitòriament la música i incursionó al cinema, primer amb diversos curtmetratges i després, en 1962 va dirigir El perseguidor, el seu primer llargmetratge. També va ser director de televisió durant més de dotze anys. D'aquesta labor es recorda el seu pas per El amor tiene cara de mujer (1964) i que va dirigir el 3 d'octubre de 1960 la primera emissió del programa Buenas tardes, mucho gusto

## El perseguidor
Va dirigir el film El perseguidor sobre el guió de Ulyses Petit de Murat segons el conte homònim de Julio Cortázar –inspirat en la vida de Charlie Parker- es va estrenar el 10 de març de 1965 i va tenir com a principals actors a Inda Ledesma, Sergio Renán, María Rosa Gall i Zelmar Gueñol.
La pel·lícula va ser segrestada per un jutge de menors, l'endemà de l'estrena, a causa d'una denúncia realitzada pels pares de l'actriu Zulma Faiad, qui en una escena havia fet un strip-tease quan encara era menor d'edat. Va ser reposada diversos mesos més tard i Wilenski va rebre una pena de sis mesos de presó, en suspens.
Tracta sobre un saxofonista que pateix deliris de persecució mentre les drogues i l'alcohol el van destruint.
Rafael Granados va escriure sobre la pel·lícula a La Cooperación:
| « | «El guió i el director busquen a l'home en crisi, no s'interessen en acumular massa incidències; per això el film cau en algunes reiteracions que de totes maneres afirmen el seu clima obsessiu.» | » |

La revista Primera Plana va dir del film:
| « | «alça el seu nivell… quan es llança a la pura invenció imaginativa.» | » |

Per part seva, Manrupe i Portela escriuen de la pel·lícula:
| « | «Mostra una narració fragmentària i aspectes formals destacables, amb enquadraments que busquen destacar el psicològic. Malgrat els seus diàlegs pretensiosos, un exemple interessant d'aquell nou cinema.» | » |

## Dale nomás
Aquesta pel·lícula la va dirigir Wilenski sobre el seu propi guió basat en els contes En la recova, d'Héctor Lastra, El olvido, de Mario Benedetti, Un hilo de oro, de Rodolfo Walsh i Falta una hora para la sesión, de Pedro Orgambide. Va ser estrenada el 20 de juny de 1974 i va tenir com a actors principals a Hugo Arana, Mario Luciani, Ana Marzoa e Hilda Blanco. La trama es refereix a un grup de joves i les seves fantasies sexuals.
Alguns dels comentaris crítics sobre el film són els següents:
Agustín Mahieu a La Opinión va escriure:
| « | «Humor negre i improvisació en curiosa pel·lícula argentina….Espècie de fresc eròtic, fantàstic, absurd i radiogràfic d'una generació portenya en les seves obsessions, els seus costums, les seves frustracions sentimentals, edípiques i socials.» | » |

La Razón va opinar:
| « | «Wilensky mostra una gens menyspreable sensibilitat perquè la seva fotografia es torni descriptiva i indagatòria, però encara no mostra la solvència d'un narrador que pot integrar les diferents peces del seu relat, la qual cosa succeeix llavors es dona en un to una mica tel·lúric, però que no avança en profunditat.» | » |

Manrupe i Portela escriuen:
| « | «Amb les seves actuacions improvisades, aquesta observació sobre els “sexópatas bonaerenses” és interessant per a veure en acció a part de la burgesia intel·lectual dels ’70.”» | » |

## Retorn a la música
En 1975 va retornar a l'activitat vinculada amb la música, fent-ho, no ja com a solista, sinó com a repetidor d'òpera, primer al Teatre Colón de Buenos Aires i, des de 1989, en el Gran Teatre del Liceu de Barcelona, on va fixar la seva residència. També va tornar a la composició, ja fos revisant obres anteriors o creant algunes de noves.
A partir de 1990 es va associar a l'Associació Catalana de Compositors i les seves obres –ja difoses a Sud-amèrica- van començar a aparèixer en programes europeus.

## Obres musicals
- Poesías de Nora Lange (1976). Tres cançons per mezzo-soprano i piano.
- Homenaje a B.B. (1976). Breu peça per clarinet clarinete baix.
- Improviso 1 para piano solo (1977).
- Tres movimientos para flauta y piano (1977).
- Improvisos para orquesta de cámara (1978).
- Primer Cuarteto de cuerdas (1979).
- Romances para clarinete y piano (1979).
- Nocturno para orquesta de cuerdas (1980).
- Improviso 2 para piano (1981).
- La Leyenda del Kakuy (1983).
- Sonata para piano No.1 (1983).
- Vaudeville" para oboe, corno inglés y fagot (1983).
- In memorian (1983).
- Marcha (1983).
- Memorial ochenta y uno (1983).
- Mene Tekel Pheres (1983).
- Concierto para piano (1983).
- Romance (1983).
- Salmo setenta y siete (1983).
- La almohada del deseo (1984).
- Rapsodia (1984).
- 33 variaciones sobre un tema de Beethoven  (1984).
- Pasatiempos para tres trombones (1985). Obra humorística.
- Romancero del Desierto (1986). Cinc cançons sobre poemes de Miguel de Unamuno.
- La Venganza de Carmen (1986). Aquesta petita òpera de 35 minuts de durada que va ser estrenada a l'Argentina és una sàtira i un homenatge a Bizet utilitzant la seva música com a base.
- Sonata para violín solo (1987).
- Del Salmo 77 (1987).
- Sonata para piano No.2 (1987).
- Poemas de “Invocation to Misery” de Shelley (1987). Miniatures que intenten representar els estranys i macabres poemes de Shelley.
- Scherzo (1988).
- Pequeña Música  (1988).
- “Trìptico” para piano solo	  (1989). Una obra molt dramàtica i d'execució difícil de 20 minuts.
- Movimiento y variación para flauta sola (1989).
- Introducción y Sardana para quinteto de vientos (2002).
- La Almohada Mágica (1988). Òpera en un acte i dos quadres. Una primera versió molt reduïda va ser estrenada a l'Argentina.
- Serenata per corde (2002).
- Carvajal (2002). Opera en dos actes amb llibret de Jacobo Kaufmann.
- Segundo cuarteto de cuerdas (2007).
- Nocturno (2007).
- Lysistrata (2008/9). Òpera còmica en 3 actes sobre l'obra d'Aristofanes
- Cantinela (2008).
- Solo (2010).
- Sonata para piano nº3 (2010).
- Libera Me (2010).
- Tercer cuarteto de cuerdas "Barcelona" (2011).
- Cuarteto de cuerdas Nº 4 (2011).
- Cantata sobre un soneto de Luis de Góngora "de la brevedad engañosa de la vida" per a soprano, baríton, cor i piano (2011).
- Soneto de Pablo Neruda (2011).
- Finale (2011).
- Cuarteto para instrumentos de viento (2012).
- Concertino para oboe y orquesta de cuerdas (2012).

## Filmografia
Director
- Un pequeño mundo curtmetratge (1955)
- Un recuerdo de amor curtmetratge (1956)
- Romance sonámbulo curtmetratge (1956)
- Comentario curtmetratge (1956)
- Vals de Arensky curtmetratge (1957)
- Episodio curtmetratge (1958)
- Moto Perpetuo curtmetratge (1959)
- Un día curtmetratge (1961)
- Ramón Gómez de la Serna (1964)
- El mundo mágico de Ramón (1965)
- Dale nomás (1974)
- Pate Katelin en Buenos Aires Inèdita (1969)
- El perseguidor (1962)

Intèrpret
- Dale nomás (1974)

Guionista
- Un pequeño mundo curtmetratge (1955)
- Un recuerdo de amor curtmetratge (1956)
- Romance sonámbulo curtmetratge (1956)
- Comentario curtmetratge (1956)
- Vals de Arensky curtmetratge (1957)
- Episodio curtmetratge (1958)
- Moto Perpetuo curtmetratge (1959)
- Un día curtmetratge (1961)
- Ramón Gómez de la Serna (1964)
- El mundo mágico de Ramón (1965)
- Dale nomás (1974)

Música
- El negoción (1958)

Muntatge
- Dale nomás (1974)

## Televisió
Director
- Buenas tardes, mucho gusto (1960) Canal 13, Canal 9
- Ficcions dins del programa Buenas tardes, mucho gusto, produïdes per Canal 13 i Teleprogramas Argentinos.
- La novela romántica. (1968) Canal 13.
- "Espectacular canal 13": SOBRE EL CALVARIO, Viernes 12 de abril de 1968, 21.30; (Canal 13). Libro: Elvio Botana. Escenografìa: Antón, iluminación: Néstor Montalenti, Puesta en escena: Pedro escudero.
- Pasión sin fronteras. Teleteatro de canal 13. Lunes a viernes de 17.00 a 17.30. Producción: Jacinto Pérez Heredia - escenografía Horacio de Lázzari.(1969).
- La bótica del ángel. Con: Eduardo bergara Leumann. (Canal 13) - (1969).
- La sociedad Juzga. Canal 13. Lunes a viernes de 15.00 a 15.30 - (1969).
- El amor tiene cara de mujer (1969-1970) sèrie.

## Premis
Medalles del Cercle d'Escriptors Cinematogràfics
| Any  | Categoria           | Pel·lícules              | Resultat  |
| ---- | ------------------- | ------------------------ | --------- |
| 1964 | Millor curtmetratge | El mundo mágico de Ramón | Guanyador |

- El curtmetratge Moto Perpetuo a rebre el Premi Especial del Jurat en l'II Festival Internacional de Cinema de Mar del Plata de 1960.
- En 1964 el seu film Ramón Gómez de la Serna va ser guardonat amb el premi al millor curtmetratge en espanyol en el Festival de Cinema de Sant Sebastià.
- En 1978 va rebre el Premi Ensemblia del Teatre Colón per la seva obra Improvisos para orquesta de cámara.
- En 1983 la seva obra La Leyenda del Kakuy inspirada per una antiga llegenda del folklore argentí, per a un conjunt de 7 instruments (flauta, clarinet, baix, trombó, piano, viola i violoncel) va obtenir el primer premi del concurs de composició de l'Associació Wagneriana.